# Der Hauptmann von Köpenick (1926)
Der Hauptmann von Köpenick ist ein deutscher Stummfilm aus dem Jahre 1926 von Siegfried Dessauer mit Hermann Picha in der Titelrolle.

## Handlung
Erzählt wird die aus dem Jahre 1906 bekannte Geschichte des aus dem Zuchthaus entlassenen, arbeitslosen Schusters Wilhelm Voigt, der durch Behördenbürokratie und -willkür nicht mehr so recht auf die Beine kommt, stets von Drangsalierungen eingeschränkt wird und daraufhin erneut straffällig wird: Er „organisiert“ sich die Paradeuniform eines Hauptmanns, „requiriert“ einige am Wegesrand marschierende, einfache Fußsoldaten und marschiert mit ihnen zum Rathaus von Köpenick, um dort als vorgeblich notwendige Maßnahme einer anstehenden Kassenrevision die Stadtkasse zu beschlagnahmen. Durch einen einstigen Zellengenossen wird Voigt verraten und anschließend verhaftet. Vier Jahre Zuchthaus soll er „wegen unbefugten Tragens einer Uniform, Vergehens gegen die öffentliche Ordnung, Freiheitsberaubung, Betruges und schwerer Urkundenfälschung“ absitzen, doch dank einer Begnadigung durch Kaiser Wilhelm II. wird er bereits im August 1908 wieder entlassen. Anders als in der realen Geschichte spielt in dieser Verfilmung aber noch ein junges Liebespaar eine gewichtige Rolle, dem der falsche Hauptmann einst geholfen hatte. Die beiden jungen Liebenden nehmen den nun wieder heimat- und mittellos gewordenen, alten Mann bei sich auf, um sich fortan um ihn zu kümmern.

## Produktionsnotizen
Der Hauptmann von Köpenick entstand im April und Mai 1926 im Rex-Film-Atelier. Der Sechsakter mit einer Länge von 2067 Metern passierte am 4. Juni 1926 die Filmzensur und erhielt Jugendverbot. Die Uraufführung erfolgte noch im selben Monat in Berlins Primus-Palast.
Die Filmbauten entwarf Fritz Kraencke.
Bei dieser Filmfassung handelt es sich um die erste abendfüllende Spielfilmversion dieser spätestens seit Carl Zuckmayers gleichnamigem Theaterstück (1931) ungemein populären Geschichte.

## Kritiken
Paimann’s Filmlisten nannte den Film eine „heitere Rekonstruktion eines bekannten Kriminalfalles“ und resümierte: „Das Sujet leidet an einer durch die Verquickung von Gegenwart, Erzählung und Erinnerung geschaffenen Uneinheitlichkeit, wie auch durch das zu seiner Verlängerung aufgenommene Beiwerk an Episoden und Histörchen. Die Darstellung geht an, die Photographie ist im allgemeinen zufriedenstellend, Aufmachung durch das Milieu nicht gegeben.“

„… keine militärische Satire, sondern eine derbe Posse …“